# 莫卡區
莫卡區是非洲東部島國毛里裘斯的9個區之一，位於毛里求斯岛中部，北鄰庞普勒穆斯区和路易港區，東毗弗拉克區，南接大港區，西臨威廉平原區，行政中心設於軍營村，面積221平方公里，2000年人口88,479。